# Eupsilia effusa
Eupsilia effusa là một loài bướm đêm trong họ Noctuidae.